# Devjatkino (metrostation)
Devjatkino (Russisch: Девяткино) is een station van de metro van Sint-Petersburg. Het is het noordoostelijke eindpunt van de Kirovsko-Vyborgskaja-lijn en werd geopend op 29 december 1978. Het is het enige Petersburgse metrostation dat zich buiten de stadsgrenzen bevindt en ligt in het dorp Moerino in oblast Leningrad. Station Devjatkino draagt dezelfde naam als het aangrenzende spoorwegstation; voor 1991 droeg het de naam "Komsomolskaja" (Komsomol).
Devjatkino is het enige bovengrondse station van de Kirovsko-Vyborgskaja-lijn en is volledig overdekt; het spoorwegstation bevindt zich in hetzelfde gebouw. Het metrostation heeft twee zijperrons, waarvan er één ook door voorstadstreinen wordt gebruikt, wat overstappen makkelijk maakt. Direct achter het station ligt het depot Severnoje (№ 4).
Devjatkino  · 
Grazjdanski prospekt · 
Akademitsjeskaja · 
Politechnitsjeskaja · 
Plosjtsjad Moezjestva · 
Lesnaja · 
Vyborgskaja · 
Plosjtsjad Lenina  · 
Tsjernysjevskaja · 
Plosjtsjad Vosstanieja    · 
Vladimirskaja  · 
Poesjkinskaja  · 
Technologitsjeski institoet  · 
Baltiejskaja  · 
Narvskaja · 
Kirovski zavod · 
Avtovo · 
Leninski prospekt · 
Prospekt Veteranov